# Philipp Oswald
Philipp Oswald (Feldkirch, 23 de gener de 1986) és una jugador de tennis austríac que bàsicament ha jugat en categoria de dobles.

## Palmarès

### Dobles masculins: 22 (11−11)
| Llegenda                          |
| --------------------------------- |
| Grand Slams (0−0)                 |
| ATP Finals (0−0)                  |
| ATP World Tour Masters 1000 (0−0) |
| ATP World Tour 500 (1−0)          |
| ATP World Tour 250 (10−11)        |

| Títols per superfície |
| --------------------- |
| Dura (2−7)            |
| Gespa (0−1)           |
| Terra batuda (9−3)    |

| Resultat  | Núm. | Data                 | Torneig                 | Superfície       | Parella                | Oponents                        | Marcador             |
| --------- | ---- | -------------------- | ----------------------- | ---------------- | ---------------------- | ------------------------------- | -------------------- |
| Guanyador | 1.   | 2 de març de 2014    | São Paulo, Brasil       | Terra batuda (i) | Guillermo García López | J.S. Cabal Robert Farah         | 5−7, 6−4, [15−13]    |
| Guanyador | 2.   | 24 de maig de 2014   | Niça, França            | Terra batuda     | Martin Kližan          | Rohan Bopanna A-u-H. Qureshi    | 6−2, 6−0             |
| Finalista | 1.   | 13 de juliol de 2014 | Stuttgart, Alemanya     | Terra batuda     | Guillermo García López | Mateusz Kowalczyk Artem Sitak   | 6−2, 1−6, [7−10]     |
| Finalista | 2.   | 11 de gener de 2015  | Doha, Qatar             | Dura             | Julian Knowle          | Juan Mónaco Rafael Nadal        | 3−6, 4−6             |
| Guanyador | 3.   | 22 de febrer de 2015 | Rio de Janeiro, Brasil  | Terra batuda     | Martin Kližan          | Pablo Andújar Oliver Marach     | 7−6(3), 6−4          |
| Finalista | 3.   | 7 de febrer de 2016  | Sofia, Bulgària         | Dura (i)         | Adil Shamasdin         | Wesley Koolhof Matwé Middelkoop | 7−5, 6−7(9), [6−10]  |
| Guanyador | 4.   | 12 de febrer de 2017 | Quito, Equador          | Terra batuda     | James Cerretani        | Julio Peralta Horacio Zeballos  | 6−3, 2−1, retirada   |
| Guanyador | 5.   | 30 de juliol de 2017 | Gstaad, Suïssa          | Terra batuda     | Oliver Marach          | Jonathan Eysseric Franko Škugor | 6−3, 4−6, [10−8]     |
| Guanyador | 6.   | 22 d'octubre de 2017 | Moscou, Rússia          | Dura (i)         | Max Mirnyi             | Damir Džumhur Antonio Šančić    | 6−3, 7−5             |
| Finalista | 4.   | 13 de gener de 2018  | Auckland, Nova Zelanda  | Dura             | Max Mirnyi             | Oliver Marach Mate Pavić        | 4−6, 7−5, [7−10]     |
| Guanyador | 7.   | 18 de febrer de 2018 | Nova York, Estats Units | Dura (i)         | Max Mirnyi             | Wesley Koolhof Artem Sitak      | 6−4, 4−6, [10−6]     |
| Guanyador | 8.   | 15 d'abril de 2018   | Houston, Estats Units   | Terra batuda     | Max Mirnyi             | Andre Begemann Antonio Šančić   | 6−7(2), 6−4, [11−9]  |
| Finalista | 5.   | 21 d'octubre de 2018 | Moscou                  | Dura (i)         | Max Mirnyi             | Austin Krajicek Rajeev Ram      | 6−7(4), 4−6          |
| Guanyador | 9.   | 21 de juliol de 2019 | Umag, Croàcia           | Terra batuda     | Robin Haase            | Oliver Marach Jürgen Melzer     | 7−5, 6−7(2), [14−12] |
| Finalista | 6.   | 28 de juliol de 2019 | Gstaad                  | Terra batuda     | Filip Polášek          | Sander Gillé Joran Vliegen      | 4−6, 3−6             |
| Guanyador | 10.  | 3 d'agost de 2019    | Kitzbühel, Àustria      | Terra batuda     | Filip Polášek          | Sander Gillé Joran Vliegen      | 6−4, 6−4             |
| Finalista | 7.   | 18 de gener de 2020  | Auckland (2)            | Dura             | Marcus Daniell         | Luke Bambridge Ben McLachlan    | 6−7(3), 3−6          |
| Guanyador | 11.  | 17 d'octubre de 2020 | Sardenya, Itàlia        | Terra batuda     | Marcus Daniell         | J.S. Cabal Robert Farah         | 6−3, 6−4             |
| Finalista | 8.   | 12 de març de 2021   | Doha, Qatar             | Dura             | Marcus Daniell         | Aslan Karatsev Andrei Rubliov   | 5−7, 4−6             |
| Finalista | 9.   | 3 d'octubre de 2021  | Sofia (2)               | Dura (i)         | Oliver Marach          | Jonny O'Mara Ken Skupski        | 3–6, 4–6             |
| Finalista | 10.  | 24 de juliol de 2022 | Gstaad (2)              | Terra batuda     | Robin Haase            | Tomislav Brkić Francisco Cabral | 4−6, 4−6             |
| Finalista | 11.  | 1 de juliol de 2023  | Mallorca, Espanya       | Gespa            | Robin Haase            | Yuki Bhambri Lloyd Harris       | 3−6, 4−6             |

## Trajectòria

### Dobles masculins
| Open d'Austràlia | A           | A           | A           | A   | A           | A           | A           | A   | A           | 2R          | 1R          | 1R   | 1R          | 2R          | 1R          | 1R          | QF    | 1R | 1R | 0 / 10    | 5 – 10    |
| Roland Garros | A           | A           | A           | A   | A           | A           | A           | A   | A           | 2R          | 1R          | A    | 2R          | 1R          | A           | 1R          | 2R    | 1R | 1R | 0 / 8     | 3 – 8     |
| Wimbledon | A           | A           | A           | A   | A           | Q1          | A           | Q2  | 1R          | 1R          | 1R          | Q1   | 2R          | 1R          | 3R          | NC          | 2R    | 2R | 1R | 0 / 9     | 5 – 9     |
| US Open | A           | A           | A           | A   | A           | A           | A           | A   | 2R          | 3R          | 3R          | A    | 1R          | 1R          | 1R          | 2R          | 1R    | 3R | 1R | 0 / 14    | 10 – 14   |
| Jocs Olímpics | No celebrat | No celebrat | No celebrat | A   | No celebrat | No celebrat | No celebrat | A   | No celebrat | No celebrat | No celebrat | A    | No celebrat | No celebrat | No celebrat | No celebrat | 2R    | NC | NC | 0 / 1     | 1 − 1     |
| Total Victòries−Derrotes                                                                                                   | 0−0         | 0−2         | 0−2         | 4−4 | 0−2         | 0−2         | 1−2         | 2−2 | 1−3         | 21−20       | 15−21       | 7−10 | 24−18       | 27−22       | 27−19       | 13−11       | 25−25 |    |    | 168 – 168 | 168 – 168 |
| Rànquing a final d'any | 632         | 412         | 261         | 136 | 138         | 104         | 127         | 109 | 81          | 51          | 57          | 71   | 49          | 52          | 41          | 42          | 52    |    |    |           |           |
| Llegenda: G: Guanyador; F: Finalista; SF: Semifinalista; QF: Quarts de final; Q: Qualificació; A: Absent; RR: Round Robin; |             |             |             |     |             |             |             |     |             |             |             |      |             |             |             |             |       |    |    |           |           |